# Бой под Салатами
Бой под Салатами (польск. Bitwa pod Sałatami) произошёл 29 июля 1794 года во время восстания под руководством Тадеуша Костюшко на севере современной Литвы в районе Паневежиса.

## Ход боя
27 июля князь Голицын отправил из Бауска отряд (три батальона и три эскадрона с девятью орудиями) с задачей выбить польские войска князя Ромуальда Гедройца из Пушалот (сейчас Пушалотас). 28 июля российские аванпосты вытеснили из Салат (сейчас Салочяй, 22 км южнее Бауски) польские сторожевые пикеты. Гедройц отправил навстречу противнику часть основных сил, которые дошли до Салат только на рассвете 29 июля. Тем временем ночью к Салатам подошли дополнительные силы русских войск (два пехотных батальона, несколько сотен конницы и 6 орудий) и заняли боевой порядок на левом берегу Мусы.
Рано утром 29 июля, после четырёх часов, польские повстанцы наткнулись на русские силы (2,5—3 тыс. чел.), которые, веря в своё превосходство, начали атаковать. Поляки встретили русскую пехоту массивным артиллерийским огнём, заставив противника остановиться.
Затем в течение почти четырёх часов обе стороны обменивались артиллерийским огнём. Польские артиллеристы показали своё превосходство, подорвав у противника два зарядных ящика, а сами потеряли только один. Генерал-лейтенант Ромуальд Гедройц отправил в атаку свою пехоту вместе с пикинёрами и косеньерами. Внезапная атака противника вынудила русских выстроиться в каре для успешной обороны.
Князь Гедройц бросил польскую кавалерию в тыл русского каре, а на фланги отправил пехоту при поддержке артиллерийского огня. В результате польских атак русское каре расстроилось. Солдаты в панике стали отступать, многие утонули в реке. Победители захватили пушки и большое количество боеприпасов.
Несмотря на преимущество русских в численности и вооружении, польские повстанцы одержали победу над регулярным войском.